# Lingua kayapó
Il Kayapó (o Cayapo o Kokraimoro) è una lingua appartenente alla Famiglia linguistica delle Lingue gê del Brasile. È parlata dal popolo Kayapó, che nel 2006 contava circa 7100 membri, di questi circa 4000 parlano solo il Kayapò, solo l'1% parla anche il portoghese.  La lingua è parlata, come secondo idioma, anche da molti Panará.

## Dialetti
Il kayapò si ripartisce in un grande numero di dialetti: l'a'ukrê, il gorotíre, il kararaô, il kikretum, il kokraimóro, il kubenkrankén, il menkrangnotí, il mentuktíre e lo xikrín.

## Fonetica e Fonologia
Il Kayapó ha un totale di 33 fonemi: 16 consonanti e 17 vocali, che sono divise in 10 vocali orali e 7 vocali nasali.
Il Kayapó è l'unica tra le lingue gê ad avere una serie di occlusive.